# ويليام موريل
ويليام موريل (بالفرنسية: Guillaume Morel)‏ هو باحث في تاريخ العصور الكلاسيكية فرنسي، ولد في 1505 في Le Teilleul ‏ في فرنسا، وتوفي في 19 فبراير 1564 في باريس في فرنسا.